# Subconscient
Le subconscient est un concept qui appartient à plusieurs domaines. Étymologiquement, le terme signifie « sous la conscience » ; il est utilisé et discuté en psychologie et en philosophie ainsi qu'en neurosciences.

## En psychologie
Le mot « subconscient » a d'abord été utilisé en philosophie et en psychologie au XIXe et faisait l'objet d'un débat vif entre différents courants. Morton Prince a par exemple proposé le terme « coconscient » pour l'opposer à l'emploi de subconscient en métaphysique chez Myers notamment,.
C'est Pierre Janet, créateur, du mot d'après Henri Ellenberger, qui en a donné la première définition claire dans l'Automatisme psychologique en 1889,.

Pour Ellenberger, Janet 

« distinguait le conscient et le subconscient, attribuant au conscient une fonction de synthèse »

 et 

« un acte du subconscient est défini comme « une action qui a conservé une forme inférieure au milieu d'autres actions d'un niveau plus élevé ». En d'autres termes, un acte d'un niveau quelconque peut devenir subconscient quand l'individu accomplit consciemment des actes d'un niveau supérieur. »

Kilborne note : 

« Janet a précisé clairement ce qui différenciait sa notion de « subconscient » de l’« inconscient » de Freud. Il pensait que l’inconscient de Freud était limité par l’accent qu’il mettait sur la sexualité et l’agressivité. Il accusait Freud d’appliquer des termes différents à des concepts qu’il a lui-même explorés en premier : « Il appela psychoanalyse ce que j’avais appelé analyse psychologique ; il nomma complexes ce que j’avais nommé système psychologique, pour désigner cet ensemble de faits de conscience et de mouvements, soit des membres, soit des viscères, qui reste associé pour constituer le souvenir traumatique, il considère comme un refoulement ce que je rapportais à un rétrécissement de la conscience et de mouvements, il baptisa du nom de catharsis ce que je désignais comme une dissociation psychologique ou comme une désinfection morale 
.» Autrement dit, à la différence de Freud, les notions de Janet concernant la nature double des processus psychiques comprennent manifestement le corps, la somatisation et le trauma. »

Janet écrit : 

« L'idée de subconscience est née chez les philosophes, mais elle a pris corps dans la clinique psychiatrique : “Elle n'est pas assez mûre pour en sortir”. »

 Le subconscient correspond aux processus psychiques non accessibles au sujet conscient. Ces processus relèvent de l'automatisme (psychologie). Toujours selon Janet, le subconscient provient d'un défaut de synthèse des éléments constitutifs du « champ de la conscience ». Il résulte d'une désagrégation psychologique, ou dissociation, entraînée par une pathologie psychogène dont la plus fréquente est l'hystérie.
La théorie du subconscient proposée par Janet "aura une influence sur les surréalistes : ceux-ci se serviront de l'écriture automatique pour accéder aux processus les plus élémentaires de la pensée  et réinventer la poésie".
Il est aussi repris par Théodule Ribot.
En 1897, Paul Chabaneix a, selon Ellenberger, proposé « une conception bien plus complexe [que l'hypnotisme] en distinguant différents niveaux de subconcient diurne et nocturne, et en décrivant divers types de relations entre le subconscient et le conscient (contact intermittent ou permanent, influence ou non de la volonté) dont il soulignait l'importance pour la création artistique, scientifique ou littéraire. »
En 2005, Albert Ellis constate la différence entre sa notion d'inconscient qu'il nomme « le subconscient » et « l'inconscient freudien ».
Pour Élisabeth Roudinesco : « Le mot subconscient est utilisé aujourd'hui par ceux qui refusent la notion d'inconscient freudien ».

### Psychologie cognitive
La psychologie cognitive considère des processus de pensée explicites, conscients et les oppose aux processus implicites, non-conscients. Dans la psychologie cognitive et adaptative, l'implicite s'apparente le plus souvent au psychique de bas-niveau. Il ne s'agit pas là d'une évaluation morale, éthique ou sociale, mais seulement d'une appréciation quantitative cognitive et binaire[précision nécessaire]. Les processus conscients engageraient plus de ressources psychiques, seraient plus complexes, de plus haut niveau — en termes de calcul combinatoires.

## Neurosciences: la Subconscience
Selon Yves Agid, qui distingue : subconscience intentionnelle (innée et apprise pour les humains comme pour les animaux) et subconscience non intentionnelle, 

« La subconscience est une faculté mentale qui permet de faire, de ressentir et de penser de manière automatique, sans s'en rendre compte. Présente chez tous les animaux développés, dont l'homme, elle assure leur survie. Permanente à tous les instants de la vie, elle reflète notre personnalité. Or cette subconscience dépend du fonctionnement de petites structures situées à la base du cerveau, les noyaux gris centraux, lesquels jouent un rôle essentiel pour permettre de réaliser nos mouvements mais aussi d'avoir des pensées et des émotions, le tout de façon automatique »

.

« à  l’état  normal, la  subconscience est donc une  façon  de  qualifier  nos  comportements  automatiques  moteurs  mais  aussi  intellectuels  et  émotionnels.   Comme   le   comportement   moteur   reflète   nos   aptitudes   intellectuelles   et   émotionnelles, c’est le meilleur reflet de ce qui se passe dans notre cerveau. A l’insu du sujet et en continu, ce comportement moteur s’observe et s’entend. On peut même se demander si les  noyaux  gris  centraux, qui  gèrent  de  manière  prééminente  cette  subconscience, n’ont  pas  pour  but  de  fusionner  nos  aptitudes  intellectuelles  et  émotionnelles  en  un  comportement  moteur subconscient »

.
Les neurosciences considèrent[réf. nécessaire] que ce que connaît un hémisphère cérébral peut être ignoré de l'autre. Les hémisphères, spécialisés dans certaines tâches, ne sont pas équivalents. Des patients atteints présentent des lésions entravant la communication intrahémisphérique.

## Mysticisme et religions
Le terme a parfois aussi été utilisé dans des théories mystiques ou religieuses, celle de Joseph Murphy par exemple par qui il est vu comme une partie de l'esprit qui agit à la place du sujet. Carl Gustav Jung a lui aussi utilisé le terme, notamment pour se distinguer de Freud et pour lui donner une dimension mystique et religieuse.

### Subconscient dans le bouddhisme
Le bouddhisme décrit un courant mental qui n'est pas conscient, mais dépend de la conscience. Il s'agit, pour le bouddhisme theravāda, d'un « courant de conscience », bhavaṅga sota, qu'on peut traduire par subconscience et interconscience (voir Viññāṇa-kicca). Pour le Mahāyāna, c'est l'Ālayavijñāna, réceptacle des traces karmiques, qui correspond à l'aspect inconscient de l'esprit. Dans les deux cas, c'est la purification de l'esprit des souillures mentales (pâli : kilesa ; sanskrit : kleśa), plus ou moins comparables aux pulsions freudiennes, qui conduit à l'Éveil.

## Psychanalyse
Sigmund Freud a utilisé le terme « subconscient » dans les Études sur l'hystérie (1895), il a ensuite récusé le terme et condamné son usage concomitant avec celui d’inconscient,,.
D'autres courants psychanalytiques[réf. nécessaire] (jungiens, reichiens…) utilisent parfois les termes « subconscient » ou « subconscience » au lieu d'« inconscient ».

## Droit et législation
En France, la notion de subconscient apparaît selon Stanislas Dehaene dans le décret no 92-280 du 27 mars 1992 modifié : article 10 « la publicité ne doit pas utiliser des techniques subliminales » entendues comme visant à atteindre le subconscient du téléspectateur par l'exposition très brève d'images.